# Fimfárum 2
Fimfárum 2 je český animovaný film z roku 2006, pokračování snímku Fimfárum Jana Wericha. Byl natočen na motivy z knihy Fimfárum Jana Wericha a obsahuje pohádky Moře, strýčku, proč je slané, Tři sestry a jeden prsten, Hrbáči z Damašku a Paleček.
Jednotlivé povídky se natáčely ve studiích Anima, Hafan film, Krátký film a studio Zvon. Film vyrobila společnost MAUR film, výtvarníky snímku byli Jan Balej, Petr Poš, Martin Velíšek a Pavel Koutský.

## Dabing
- Jan Werich
- Ota Jirák